# Genís Ponjoan Roura
Genís Ponjoan Roura (Calonge, Baix Empordà, 1864 - 1917) fou un metge.

## Biografia[1]
Descendent d'una família de professions liberals, va decidir estudiar la carrera de Medicina. En acabar la carrera va exercir de metge a Tordera. Poc temps, ja que va acabar venint a Calonge per substituir el seu cosí Artur, mort prematurament. Va exercir de metge a Calonge tota la seva vida, amb una dedicació especial a la gent amb pocs recursos.
Va ser fiscal municipal l'any 1907. Era conegut popularment com "el senyor Nisu".
Durant la seva vida, va idear molts projectes relacionats amb la millora de Calonge: va projectar la portada d'aigües a la població, la irrigació dels camps de conreus del Pla, el disseny de la carretera de Llagostera a Palafrugell, la idea del ferrocarril de sant Feliu de Guíxols a Palamós. També va oferir diverses conferències científiques al casino obrer La Fraternitat.
Morí als 53 anys a causa d'un tumor a la bufeta de l'orina. La Fraternitat, en acte necrològic li va descobrir un retrat en el casino. L'Ajuntament, per la seva banda, li va dedicar un carrer.